# Државни пут 21
Државни пут 21 је државни пут IБ реда који повезује северну, западну и југозападну Србију. Почиње у Новом Саду, пролази кроз Руму, Шабац, Ваљево, Косјерић, Пожегу, Ариље, Ивањицу и завршава се у Сјеници.

## Будућност
Постојећи пут је целом дужином магистрални пут са две саобраћајне траке. Пут је веома прометан, посебно у летњим месецима, пошто повезује Нови Сад и Београд са туристичким одредиштима у западној Србији (Златибор, Тара , Маљен , Златар) и даље, на Црногорском приморју.
По важећем просторном плану републике Србије није предвиђена унапређење постојећег пута у савремени ауто-пут. Међутим, како је дати правац прометан, планом се предвиђа изградња алтернативног ауто-путног правца на од Пожеге до границе са Црном Гором, преко Ивањице и Сјенице. Радови везани за планирање и пројектовање датог пута су у току (почетак 2012.).
Према Регионалном просторном плану Војводине на неизграђеној деоници планирана је изградња магистралног пута са 4 траке на деоници од Новог Сада, кроз Фрушку гору, до Руме (А3).